# هيربرت هاوبتمان
هربرت هاويتمان (بالإنجليزية: Herbert Aaron Hauptman)‏؛ (14 فبراير 1917 - 23 أكتوبر 2011)، رياضياتي أمريكي.
ولد في نيو يورك واهتم بالرياضيات مذ صغره. في سنة 1937 تحصل على بكالوريوس علوم من معهد مدينة نيويورك. في سنة 1939 تحصل على ماجستير رياضيات من جامعة كولومبيا.
بعد الحرب العلمية الثانية بدأ في التعاون مع جيروم كارل في مختبر البحرية للأبحاث إلى أن تحصل على دكتوراة من جامعة ماريلند.
في سنة 1970 التحق بفريق التبلور في مؤسسة بوفالو الطبية التي أصبح مديرها سنة 1972. هو رئيس معهد هوبتمان وودورد للأبحاث الطبية. يعمل كذلك في قسم الفيزياء الحيوية وعلوم الحاسب في جامعة بوفالو.
تحصل على جائزة نوبل في الكيمياء لسنة 1985.

## روابط خارجية
- هيربرت هاوبتمان على موقع الموسوعة البريطانية (الإنجليزية)
- هيربرت هاوبتمان على موقع مونزينجر (الألمانية)
- هيربرت هاوبتمان على موقع إن إن دي بي (الإنجليزية)